# Marcos Manhães Marins
Marcos Manhães Marins  é um cineasta brasileiro.
Possui registro profissional de roteirista e diretor cinematográfico tendo atuado também na direção de fotografia e edição de som e imagem de algumas obras, e é graduado pela Universidade Federal do Rio de Janeiro.

## Biografia
Faz seus primeiros filmes em superoito ("O Depresso" e "A Divagar"), roteirizando-os e dirigindo-os a partir dos 17 anos de idade, com uma câmera muda que seu pai, João, aposentado com um salário mínimo e vivendo de biscates para sustentar esposa e sete filhos, se esforçou para comprar em suaves prestações. Nos anos 1980, já graduado pela Universidade Federal do Rio de Janeiro e com registro profissional DRT no Sindicato e Ministério do Trabalho como Roteirista e Diretor Cinematográfico, vê nas salas de cinema comerciais do país dois filmes que dirigiu: o curta-metragem 35MM de ficção Sociedade, Sociedade e o curta-metragem 35MM documentário João e a Sinuca Brasileira, que foram exibidos em todo o Brasil, pela chamada Lei do Curta, sempre antes do longa-metragem estrangeiro, e atingiram a marca de 1 milhão de espectadores.
No início desta década de 1980, é eleito para a Diretoria da Associação Brasileira de Documentaristas (ABD) e da Cooperativa de Realizadores de Cinema Autônomos (Corcina). Em 1984, conduzindo projeto para a TV Globo de dia, faz à noite curso de cinema em Londres, no British Film Institute e na University of London (Critical Concepts). Também é o coordenador do pioneiro Curso de Linguagem Eletrônica para o Cinema, enquanto trabalhava na Divisão de Projetos da TV Globo, curso que contou com o patrocínio da Embrafilme tendo como seus alunos Emiliano Ribeiro, Silvio Da-Rin, Ignácio Parente, Ediala Yglesias, entre outros profissionais do cinema. Nesta época também fez o curso para atores, "Interpretação para Cinema", com o professor e cineasta Pedro Camargo, que tinha como uma das alunas a jovem atriz Bianca Byington.
Em 1987, faz a direção geral do piloto de seriado de televisão Alta Rotação, com Othon Bastos, Cássia Kiss e Guilherme Karam e uma equipe de 60 pessoas, entre elas Walter Carvalho, como diretor de fotografia. Neste mesmo ano dirige ainda o vídeo-poema "Ensaio Macabro", selecionado para mostra competitiva no Museu da Imagem e do Som do Rio de Janeiro / MIS-RJ.
Em 1988, casa-se, e tanto sua mulher, Nancy Santos Marins, como Vagner Ferreira de Almeida, seu amigo, colega de faculdade, e sócio na empresa que fundaram, a Fibra Cine Vídeo, são grandes incentivadores do seu trabalho.
Em 1991 sofre um atropelamento em plena Avenida Presidente Vargas e, com as pernas imobilizadas, encontra tempo para se dedicar a explorar as possibilidades da informática. Todos estes conhecimentos se acumulam para servir ao seu sonho de sempre: fazer filmes, o que vai voltar a fazer logo que recupera totalmente sua mobilidade.
Neste início da década de 90, faz documentários em vídeo para a Universidade Federal do Rio de Janeiro, como roteirista e diretor: "O Computador na Educação", "USEM - A Integração Universidade-Sociedade-Empresa" e "COPPE - Um Investimento Social'. Filma as Crianças da Central, documentário realizado meses antes da chacina da Candelária, para o Centro Brasileiro de Defesa dos Direitos da Criança e do Adolescente. E também neste período inicia seu projeto de longa-metragem, "Chateaubriand, Cabeça de Paraíba", que por falta de captação de recursos, foi transformado num curta-metragem 35mm, com Luiz Ramalho e José Carlos Machado, sendo exibido na seleção oficial de 15 festivais e mostras, sendo uma na Bélgica e outra na França. E foi também exibido na TV Senado, no Canal Brasil (concorrendo ao prêmio ABC de fotografia), no programa Curta Brasil da TVE (hoje TV Brasil) e no programa Zoom da TV Cultura.
Em 1995, lança na internet, junto com o lançamento da internet no Brasil, o site Cinemabrasil e a Lista de Debates Cinemabrasil, que depois dariam forma à entidade Instituto Cultural Cinema Brasil, do qual é presidente. O Cinemabrasil foi um dos 23 fundadores do Congresso Brasileiro de Cinema-CBC, supra-entidade que hoje reúne mais de 55 entidades ligadas ao cinema no Brasil.
Em 2002, recebe o Troféu Eusélio de Oliveira no festival Cine Ceará, pela contribuição que tem dado ao cinema brasileiro, e teve seu filme Chateaubriand, Cabeça de Paraíba exibido "hors concours".
Em 2004 recebe do Edital Público de Curtas-Metragens do Ministério da Cultura um prêmio em dinheiro para a realização do filme Memórias da Chibata, que conclui em 2005, em 35mm. No elenco, Léa Garcia, Jayme Periard, Alexandre Rodrigues, Babu Santana e Leonardo Bandeira.
Em 2006, este filme já tinha sido exibido na seleção oficial de 20 festivais e mostras, sendo uma em Portugal (22° Festróia) e outra na Argentina (Nueva Mirada). E recebe do Uruguai o prêmio de Melhor Curta de Ficção no 15° Divercine, festival dedicado a filmes para crianças e jovens, organizado pela cinemateca uruguaia e apoiado pela Organização das Nações Unidas (ONU). Recebe também o prêmio de Melhor Roteiro no festival ambiental 4° Cineamazônia, assim como o prêmio de Melhor Edição no Festival de Ciudad Guayana (Venezuela), e o de Melhor Atriz na 33ª Jornada da Bahia, pela interpretação de Léa Garcia no papel de filha do líder da Revolta da Chibata, João Cândido, sob a direção de Marcos. Memórias da Chibata é também exibido na TV Cultura, Programa Zoom por quatro vezes em 2007, e na TV Brasil, Programa Curta Brasil em 2008, emissoras de TV aberta. Em 2010, o curta-metragem entra na programação do Canal Brasil, sob contrato de três anos.
Em paralelo, em 2004, funda com seu sócio Vagner o Microcine CinemaBrasil de Bonsucesso, onde coloca em prática, no campo real, a teoria que defende nas listas de debates virtuais: de que é preciso abrir salas de exibição dedicadas a exibir prioritariamente filmes brasileiros. O bairro de Bonsucesso, e os adjacentes, Olaria, Ramos, Higienópolis e Manguinhos, que formam a região Leopoldina-Norte, estavam sem salas de cinema por um quarto de século naquele ano.
O Instituto Cultural Cinema Brasil, fundado em 2005, incluindo profissionais de ensino, serviço social e cinema na sua diretoria, e presidido por Marcos Manhães Marins, é contemplado para ser um dos Pontos de Cultura apoiados pelo Ministério da Cultura em Edital Público. Marcos ministra os primeiros quatro cursos básicos de produção digital para cinema para turmas de alunos da rede pública de ensino da região da Leopoldina.
Em 2007, Manhães Marins trabalha em seu projeto de longa metragem "Chibata", que é um desenvolvimento do tema dominação do homem pelo homem, a partir da extensa pesquisa feita desde 1997 para seu premiado curta Memórias da Chibata.
Em novembro de 2010, a EBC - Empresa Brasil de Comunicação o contrata para realizar o documentário "Cem Anos Sem Chibata", de 52 minutos, que é exibido em rede nacional pela TV Brasil a partir do início de 2011.
Em 2011, na coordenação geral do ICCB promove a mostra Cine Índio Brasil II e a mostra Olhos Negros III.
Em 2012, Marcos e a equipe do ICCB em parceria com o Microcine Cinemabrasil de Bonsucesso promovem a mostra Cine Índio Brasil III, que é a única mostra de cinema indígena no Estado do Rio de Janeiro. O projeto do longa-metragem Chibata recebe carta de interesse de distribuição internacional da Pandora Filmes (hoje Providence) e recebe carta de interesse de exibição na TV Brasil, da EBC - Empresa Brasil de Comunicação, que co-produziu com Marcos o especial "Cem Anos Sem Chibata", do qual ele foi o diretor.
Ainda no final de 2012, organiza a Mostra Olhos Negros IV - mostra de cinema negro feito por cineastas brasileiros de qualquer etnia, que homenageou os pioneiros do cinema negro feito por negros, e contou com a presença de Antonio Pitanga e Waldir Onofre, além de  Cecília Amado, neta do célebre escritor Jorge Amado e diretora do longa "Capitães da Areia", entre várias personalidades. O Microcine fecha o ano de 2012 com mais de 20 mil ingressos gratuitos efetivamente utilizados na região.
Em 2013, organiza a Mostra Cine Índio IV em abril, e em novembro a Mostra Olhos Negros V - única mostra de cinema negro no Estado do Rio de Janeiro em 2013, e única desde 2007 (quando ainda era a quinzena) dedicada exclusivamente ao cinema negro feito por brasileiros. A Mostra Olhos Negros V teve apoio de importantes instituições, como a Secretaria de Cidadania e Diversidade Cultural do Ministério da Cultura, a Secretaria de Estado de Cultura do Estado do Rio de Janeiro, a Secretaria de Estado de Assistência Social e Direitos Humanos, a SUPIR - Superintendência de Igualdade Racial, a FIOCRUZ - Fundação Oswaldo Cruz. Participaram das mesas de debate dois fundadores do Movimento Negro Unificado - MNU, Januário Garcia e Paulo Roberto dos Santos, assim como o Superintendente da Igualdade Racial, Marcelo Dias, a Secretária de Estado da Diversidade Cultural, Márcia Rollemberg, e o ativista Hamilton Borges Walê, líder do movimento "Reaja ou Será Morto, Reaja ou Será Morta" na Bahia, que tem como nome um dos lemas do MNU na década de 1980. Foram exibidos 30 filmes do cinema negro brasileiro para escolas públicas da região da Leopoldina no Rio de Janeiro e para as comunidades próximas ao Microcine.
A Mostra Cine Índio V realizada em abril-maio de 2014 repete o sucesso das edições anteriores, assim como a expectativa é grande pela Mostra Olhos Negros VI no final do ano.
Em 2014 num esforço decisivo para a viabilização do projeto, apesar da pouca captação de recursos para a produção do longa-metragem "Chibata", o divide em duas partes: a reconstituição do depoimento de João Cândido no MIS (média-metragem "Chibata") e as cenas da preparação e execução da Revolta da Chibata, sob título "A Revolta dos Meninos".
Ambos os projetos foram aprovados pela ANCINE e a primeira parte esta sendo produzida no final de 2014, com a liberação dos recursos provenientes do patrocínio da PETROBRAS Distribuidora S.A. - TRANSPETRO. A segunda parte volta ao esforço de captação pela Lei do Audiovisual.
Em março de 2015, conclui as filmagens do filme "Chibata", tendo como protagonista o ator Laércio de Freitas.

## Trabalhos audiovisuais

### No Cinema, como diretor e roteirista
- 2015 - "Chibata" filmagem concluída, em edição.
- 2014 - Novo roteiro para o projeto do média-metragem "Chibata".
- 2013 - Novo roteiro para o projeto do longa-metragem agora com título "Chibata - A Revolta dos Meninos"

### Em outras mídias, como diretor
- 1995 - COPPE - Um Investimento Social - diretor e roteirista;
- 1994 - USEM - A Integração Sociedade-Universidade-Empresa - diretor e roteirista;
- 1993 - Crianças da Central - exibido em evento da ONU - diretor e roteirista;
- 1992 - A Morte dos Cartões Postais  - diretor e roteirista;
- 1989 - A Arte para o Conserto do Mundo  - diretor e roteirista (comercial de TV em 35mm);
- 1987 - Alta Rotação - diretor geral;
- 1987 - O Computador na Educação - diretor e roteirista;
- 1984 - Ensaio Macabro - Seleção Oficial do Festival de Vídeo do Museu da Imagem e do Som.

### Na política de Cinema
- Coordenação do fórum de debates CINEMABRASIL.org.br[4](1995-2014);
- Conselheiro da entidade Congresso Brasileiro de Cinema (CBC), no mandato 2007-2009;
- Presidente do Instituto Cultural Cinema Brasil (ICCB) a partir de 2005;
- Criação do Microcine CinemaBrasil na região da Leopoldina, 2004;
- Delegado do CBC com direito a voto nos eventos III, IV, V, VI, VII e VIII CBC, 2000 a 2010;
- Fundação (um dos 23 fundadores) do Congresso Brasileiro de Cinema, em 2000;
- Palestra na Primeira Audiência Pública da Comissão de Cinema do Senado Federal, 1999;
- Indicação Coletiva por voto online, a pedido da Comissão de Cinema do Senado Federal, 1999;
- Produção de texto oficial para o Seminário Cinema Brasileiro Hoje[5] no Festival de Brasília, 1998;
- Produção de texto para a Revista Brazzil[6] analisando distorções da Política Audiovisual, 1996;
- Criação e coordenação do Fórum de Debates Cinema Brasil, em 1995;
- Diretor da Associação Brasileira de Documentaristas por dois mandatos, 1981 e 1982;

## Prêmios e indicações
- Prêmio para seu filme Memórias da Chibata na categoria de "Melhor Edição", Festival Ciudad Guayana, Venezuela (2008)[carece de fontes?];
- Troféu Pedra Montada no Festival de Cinema de Guararema, pelo conjunto de contribuições ao Cinema Brasileiro (2008)[carece de fontes?];
- Prêmio para seu filme "Memórias da Chibata" na categoria de "Melhor Curta-Metragem de Ficção", 15° Festival Divercine, Uruguai (2006)[carece de fontes?];
- Prêmio para seu filme "Memórias da Chibata" na categoria de "Melhor Roteiro", 4° Festival Cineamazônia (2006)[carece de fontes?];
- Por seu filme, "Memórias da Chibata", Léa Garcia ganha prêmio de Melhor Atriz na Jornada da Bahia (2006)[carece de fontes?];
- Selecionado para o Festival Internacional Nueva Mirada, na Argentina (2006) com "Memórias da Chibata"[carece de fontes?];
- Indicação ao Prêmio Costa Azul, no Festival Internacional 22° Festróia, em Portugal (2006) por "Memórias da Chibata"[carece de fontes?];
- Prêmio em dinheiro pelo Edital Público de Curtas-Metragens do Ministério da Cultura (2004) para "Memórias da Chibata"[carece de fontes?];
- Troféu Eusélio Oliveira no Cine Ceará, pelo conjunto de contribuições ao Cinema Brasileiro (2002);[carece de fontes?]
- Seu curta "Ensaio Macabro", recebe indicação ao Prêmio de melhor vídeo na Mostra do Museu da Imagem e do Som (MIS) (1984)[carece de fontes?];
- Seu curta "Sociedade, Sociedade" faz parte da seleção oficial da Mostra LINXFILM em Porto Alegre (1980)[carece de fontes?];
- Seu curta "João e a Sinuca Brasileira" faz parte mostra competitiva do Festival de Curtas de Niterói (1982)[carece de fontes?].